# منظمة بانيان
بانيان (Banyan) هي منظمة غير حكومية مقرها في تشيناي بالهند. تأسست في عام 1993 من قبل فاندانا جوبيكومار وفايشنافي جاياكومار لتلبية احتياجات النساء المصابات بأمراض عقلية والمشردات في المدينة. على مدى العقدين الماضيين، توسعت لتقديم مجموعة من حلول الصحة العقلية الشاملة للرجال والنساء الذين لا مأوى لهم، أوالذين يعيشون في حالة من الفقر المدقع.
يشمل ذلك رعاية الطوارئ والتدخلات الحرجة التي يتم تقديمها في بيئتين في المستشفى، ومأوى واحد للأشخاص الذين لا مأوى لهم ولديهم إعاقات نفسية - اجتماعية، تعمل بالتعاون مع مؤسسة تشيناي في إطار البعثة الوطنية لسبل العيش الحضرية (NULM) ، التي تصل إلى 162 فردًا في محنة في أي وقت من الأوقات. وقد وصل أكثر من 3400 فرد إلى هذه الخدمات منذ عام 1993.
يقدم برنامج Banyan NALAM عيادات خارجية موجهة بشكل جيد ورعاية صحة نفسية مجتمعية في المناطق الحضرية والريفية. تقدم هذه العيادات خدمات الرعاية الصحية والاجتماعية والرعاية الصحية مجانًا، والعناية بالألم، والاضطرابات النفسية الشائعة والاضطرابات النفسية الحادة. يتم تقديمها عبر 15 نقطة وصول للخدمة، تصل إلى سكان يبلغ عددهم حوالي سبعمائة ألف نسمة. لقد وصلت NALAM إلى أكثر من عشرة آلاف فرد ولديها سجل نشط حاليًا يبلغ 2000 فرد.
بالنسبة لأولئك الذين يعانون من احتياجات الدعم المرتفعة، يقدم The Banyan مجموعة من خيارات المعيشة الشاملة، أكثر من 200 شخص يعانون من مشكلات معتدلة إلى شديدة في مجال الصحة العقلية، يعيشون اليوم في مجتمعات وبيئات عائلية مع خدمات داعمة عبر 6 مناطق في 3 ولايات (تاميل نادو، كيرالا، ماهاراشترا).
تأسست منظمة Banyan الشقيقة - أكاديمية Banyan للقيادة في مجال الصحة العقلية (BALM) في عام 2007 ، وتعمل على توحيد النتائج والخبرات من Banyan ، ونشرها عبر العديد من أصحاب المصلحة في مجالات الصحة العقلية والتطور. يعمل BALM على بناء أدلة تستند إلى الممارسة والمساهمة في قاعدة المعرفة، التي تساعد في معالجة فجوات العلاج والرعاية، خاصة في سياق الأفراد والجماعات المستضعفة. يستخدم برنامج بناء القدرات وبرامج التعليم (برامج الدبلوم والماجستير والدكتوراه) بالتعاون مع معهد تاتا للعلوم الاجتماعية (TISS) والبحث والعمل التعاوني (مع منظمات المجتمع المدني والحكومات المحلية وحركات الإعاقة ومستخدمي الصحة العقلية مجموعات مقدمي الرعاية، والحكومة المركزية وحكومة الولاية) وبناء مراكز بحث، كإستراتيجيات للتأثير على السياسات والخطط التقدمية.